# Heideschallebijter
De heideschallebijter (Carabus arcensis sylvaticus) is een kever uit de familie van de loopkevers (Carabidae) die wordt beschouwd als een ondersoort van Carabus arcensis. De wetenschappelijke naam werd in 1826 als Carabus arcensis sylvaticus ["arvensis"] gepubliceerd door Pierre François Marie Auguste Dejean. Dejean verwijst in de protoloog naar Carabus sylvaticus, een naam die hij in zijn "Catalogus" (1821) eerder gepubliceerd heeft, maar daar was de naam een nomen nudum.